# (3610) Decampos
(3610) Decampos (1981 EA1) – planetoida z grupy pasa głównego asteroid okrążająca Słońce w ciągu 3,15 lat w średniej odległości 2,15 au Odkrył ją Henri Debehogne 5 marca 1981 roku.